# Kim Myung-min
Dans ce nom coréen, le nom de famille, Kim, précède le nom personnel.
Kim Myung-min (김명민, né le 8 octobre 1972) est un acteur sud-coréen, très connu dans son pays pour ses rôles dans les séries TV Immortal Admiral Yi Sun-sin (2004), Behind the White Tower (2007), Beethoven Virus (2008), et Six Flying Dragons (en) (2015-2016), ainsi que dans les films Closer to Heaven (en) (2009) et la franchise Détective K.

## Biographie

### Débuts
Kim Myung-min commence sa carrière d'acteur après avoir remporté la 6e audition publique de talents de SBS en 1996,,. Au cours des cinq années suivantes, il apparaît dans un certain nombre de séries télévisées dans divers rôles secondaires.
Le premier rôle principal de Kim est dans le film d'horreur de 2001 Sorum (en), acclamé par la critique, le premier long-métrage du réalisateur Yoon Jong-chan, racontant l'histoire d'un chauffeur de taxi entrant dans un bâtiment décrépit qui cache plusieurs secrets mystérieux. Pour sa part, Kim reçoit le Prix du Meilleur nouvel acteur aux Pusan Film Critics Awards et aux Director's Cut Awards en 2001.
S'appuyant sur son nouveau statut d'acteur principal, Kim commence à travailler sur plusieurs projets de films, dont beaucoup ne parviennent cependant pas à terme, principalement en raison de problèmes financiers. À ce moment-là, il souffre également de blessures subies lors de scènes d'action.
Quand il apparaît dans la série dramatique familiale More Beautiful Than a Flower sur KBS en 2004, il est censé avoir une carrière réussie comme acteur principal. Il est grièvement blessé pendant une cascade et ses contrats de film sont annulés. Cette série d'événements malheureux le conduit à quitter la scène publique en 2004. Cependant, il a l'occasion de jouer le rôle principal dans le drama historique Immortal Admiral Yi Sun-sin, une série TV de 104 épisodes basée sur la vie du héros national coréen pendant la guerre d'Imjin. La série, diffusée en 2004-2005, remet Kim sous le feu des projecteurs, et lui rapporte une flopée de prix, dont le Grand Prix aux KBS Drama Awards.

### Succès
Kim enchaîne ensuite les premiers rôles, jouant un ex-gangster comique dans Bad Family (en) et un détective dans Open City (en),.
Il joue ensuite un chirurgien dans deux productions : la série télévisée Behind the White Tower et le film Wide Awake (en),. Behind the White Tower est un succès critique en Corée du Sud, loué pour ses acteurs (en particulier Kim), son écriture, sa réalisation et son histoire intelligente et sans concession allant du mélodrame à la romance,. Kim remporte le Prix du Meilleur acteur aux Baeksang Arts Awards et aux Grimae Awards (en), et est choisi comme Meilleur interprète de l'année par les producteurs.
Par la suite, sa prestation comme chef d'orchestre dans la série télévisée de 2008 Beethoven Virus crée la sensation en Corée lors de ce qu'on appelle le « syndrome Kang Mae » et lui vaut de nouveau les acclamations des critiques et des téléspectateurs,. Kim reçoit le Grand Prix (Daesang) pour la seconde fois aux MBC Drama Awards (en).
À la fin de 2008, il est annoncé que son prochain projet est un film sur un personnage vivant avec la maladie de Charcot, intitulé Closer to Heaven (en). Pour représenter de manière réaliste le rôle du patient mourant, Kim perd minutieusement 20 kilos au cours du tournage. Il est largement félicité pour cet exploit, et remporte le Prix du Meilleur acteur dans les principales cérémonies de cinéma coréennes, la 46e cérémonie des Grand Bell Awards et la 30e cérémonie des Blue Dragon Film Awards. Closer to Heaven est suivi par un autre film, Man of Vendetta (en), dans lequel Kim interprète le rôle d'un père pour la première fois.
En janvier 2011, Kim joue le rôle du « Sherlock Holmes de la période Joseon » dans la comédie historique Détective K : Le Secret de la veuve vertueuse. Il joue ensuite dans le film sportif Pacemaker (en) où il interprète un coureur de marathon.
En été 2012, Kim apparaît dans le rôle d'agent pharmaceutique dans le film catastrophe Deranged réalisé par Park Jeong-woo et qui devient le film coréen de 2012 le plus rapide à atteindre les 2 millions d'entrées, huit jours après sa sortie le 5 juillet et il domine le box-office pendant trois semaines consécutives. Kim joue ensuite dans Gancheop, sa seconde collaboration avec Woo Min-ho, réalisateur de son film Man of Vendetta de 2010. Ce nouveau film raconte l'histoire de l'agent Kim et de ses trois camarades nord-coréens travaillant sous couverture en Corée du Sud.
Kim fait son retour à la télévision après quatre ans d'absence avec la série télévisée The King of Dramas (en) dans laquelle il joue un PDG d'une société de production de dramas. Il joue ensuite un brillant avocat cynique qui a un accident et perd la mémoire dans la série A New Leaf (en) (2014).
En 2015, Kim reprend le rôle du Détective K dans Détective K : Le Secret de l'île perdue, le deuxième volet de la série des Détective K. Il apparaît ensuite dans la série télévisée historique Six Flying Dragons (en) dans le rôle de Jeong Do-jeon, le conseiller principal du premier roi de Joseon.
Il joue ensuite dans le film catastrophe Pandora qui raconte les conséquences d'une explosion dans une centrale nucléaire. Il apparaît ensuite dans la série télévisée criminelle Proof of Innocence dans le rôle d'un ancien policier devenu courtier juridique.
En 2017, Kim joue dans le film noir V.I.P dans le rôle d'un inspecteur de police, puis dans le thriller à énigme A Day. La même année, il joue dans la comédie historique Monster.
En 2018, Kim reprend de nouveau le rôle du Détective K dans Détective K : Le Secret des morts-vivants, le troisième volet de la série des Détective K. La même année, il revient au petit écran dans le mélodrame Miracle That We Met sur KBS 2TV.
En 2020, Kim joue le rôle d'un professeur de droit et accusé dans Law School.

## Filmographie

### Cinéma
- 2001 : Sorum (en) : Yong-hyun
- 2003 : Into the Mirror
- 2007 : Wide Awake (en) : Ryu Jae-woo
- 2008 : Open City (en) : Jo Dae-yeong
- 2009 : Closer to Heaven (en) : Baek Jong-woo
- 2010 : Man of Vendetta (en) : Joo Young-soo
- 2011 : Détective K : Le Secret de la veuve vertueuse : Kim Min (Détective K)
- 2011 : Pacemaker (en) :Joo Man-ho
- 2012 : Deranged : Jae-hyuk
- 2012 : Gancheop : Kim, le chef de section
- 2015 : Détective K : Le Secret de l'île perdue : Kim Min (Détective K)
- 2016 : The Great Actor : (caméo)
- 2016 : Pandora : le président sud-coréen
- 2016 : Proof of Innocence : Choi Pil-jae
- 2017 : V.I.P : Chae Yi-do
- 2017 : A Day : Kim Joon-young
- 2018 : Détective K : Le Secret des morts-vivants : Kim Min (Détective K)
- 2018 : Monstrum : Yoon-gyeom
- 2019 : La Bataille de Jangsari :  Lee Myeong-joon

### Télévision
- 1999 : KAIST : Kim Hyun-moo
- 2000 : Some Like it Hot : Choi Jin-sang
- 2000 : Look Back in Anger (en) : Kim Suk-gyu
- 2001 : A Father and a Son : Jae Doo
- 2004 : More Beautiful Than a Flower : Jang In-chul
- 2004 : Immortal Admiral Yi Sun-sin : Yi Sun-sin
- 2006 : Bad Family (en) : Oh Dal-geon
- 2007 : Behind the White Tower : Jang Joon-hyuk
- 2008 : Beethoven Virus : Kang Gun-woo/Kang Mae
- 2012 : The King of Dramas (en) : Anthony Kim
- 2014 : A New Leaf (en) : Kim Seok-joo
- 2015-2016 : Six Flying Dragons (en) : Jeong Do-jeon
- 2018 : Miracle That We Met : Song Hyun-sil

## Clips
- 1999 : Blue : Lee Kyung-sub
- 2001 : Landscape : Lee Jung-bong

## Discographie
- 2009 : Kim Myung-min Classics Maestro

## Ambassadeur publicitaire
- 2010 : Ambassadeur de bonne volonté de l'Université nationale de Séoul à Bundang
- 2009 : Association dentaire de Corée, « Ambassadeur pour l'hygiène buccale »
- 2008 : Kia Soul CUV
- 2007 : Campagne de soins de santé bucco-dentaire, « Ambassadeur de la publicité OQ »
- 2007 : Commission électorale nationale, « Ambassadeur des élections propres »
- 2007 : Ambassadeur de la publicité des assurances-santé Yeon-se
- 2006 : Service national des pensions
- 2005 : Société du bien-être social
- 2005 : Festival du grand amiral Lee Soon-shin

## Distinctions
| Année | Prix                                                    | Catégorie                                           | Film                                          | Issue      |
| ----- | ------------------------------------------------------- | --------------------------------------------------- | --------------------------------------------- | ---------- |
| 2000  | MBC Drama Awards                                        | Meilleur Nouvel acteur                              | Some Like It Hot                              | Lauréat    |
| 2001  | 2e cérémonie des Pusan Film Critics Awards              | Meilleur Nouvel acteur                              | Sorum (en)                                    | Lauréat    |
| 2001  | 4e cérémonie des Director's Cut Awards                  | Meilleur Nouvel acteur                              | Sorum (en)                                    | Lauréat    |
| 2001  | 22e cérémonie des Blue Dragon Film Awards               | Meilleur Nouvel acteur                              | Sorum (en)                                    | Nomination |
| 2002  | 38e cérémonie des Baeksang Arts Awards                  | Meilleur Nouvel acteur (Film)                       | Sorum (en)                                    | Nomination |
| 2004  | KBS Drama Awards                                        | Prix d'excellence, Acteur                           | More Beautiful Than a Flower                  | Nomination |
| 2005  | 41e cérémonie des Baeksang Arts Awards                  | Meilleur acteur (TV)                                | Immortal Admiral Yi Sun-sin                   | Nomination |
| 2005  | 18e cérémonie des Grimae Awards                         | Meilleur acteur                                     | Immortal Admiral Yi Sun-sin                   | Lauréat    |
| 2005  | KBS Drama Awards                                        | Prix d'excellence, Acteur                           | Immortal Admiral Yi Sun-sin                   | Nomination |
| 2005  | KBS Drama Awards                                        | Grand Prix (Daesang)                                | Immortal Admiral Yi Sun-sin                   | Lauréat    |
| 2005  | 6e cérémonie des Korea Visual Arts Festival             | Prix Photogénique                                   | Immortal Admiral Yi Sun-sin                   | Lauréat    |
| 2006  | 33e cérémonie des Korea Broadcasting Awards             | Meilleur Talent                                     | Immortal Admiral Yi Sun-sin                   | Lauréat    |
| 2006  | SBS Drama Awards (en)                                   | Prix d'excellence, Acteur                           | Bad Family (en)                               | Nomination |
| 2006  | SBS Drama Awards (en)                                   | Prix PD                                             | Bad Family (en)                               | Lauréat    |
| 2006  | SBS Drama Awards (en)                                   | Prix de lutte contre l'adversité                    | Bad Family (en)                               | Lauréat    |
| 2007  | 19e cérémonie des Korean Broadcasting Producers Award.  | Meilleur artiste                                    | Immortal Admiral Yi Sun-sin                   | Lauréat    |
| 2007  | MBC Drama Awards (en)                                   | Prix d'excellence, Acteur                           | Behind the White Tower                        | Lauréat    |
| 2007  | 43e cérémonie des Baeksang Arts Awards                  | Meilleur acteur (TV)                                | Behind the White Tower                        | Lauréat    |
| 2007  | 20e cérémonie des Grimae Awards (en)                    | Meilleur acteur                                     | Behind the White Tower                        | Lauréat    |
| 2008  | 20e cérémonie des Korean Broadcasting Producers Award   | Meilleur artiste                                    | Behind the White Tower                        | Lauréat    |
| 2008  | MBC Drama Awards (en)                                   | Grand Prix                                          | Beethoven Virus                               | Lauréat    |
| 2008  | MBC Drama Awards (en)                                   | Prix d'excellence, Acteur                           | Beethoven Virus                               | Nomination |
| 2008  | 9e cérémonie des Broadcaster Awards                     | Meilleure prestation                                | Beethoven Virus                               | Lauréat    |
| 2008  | 2e cérémonie des Korea Drama Awards (en)                | Grand Prix                                          | Beethoven Virus                               | Lauréat    |
| 2008  | 2e cérémonie des Korea Drama Awards (en)                | Prix d'excellence, Acteur                           | Beethoven Virus                               | Nomination |
| 2008  | Seoul International Drama Awards (en)                   | Meilleur acteur                                     | Beethoven Virus                               | Nomination |
| 2009  | 45e cérémonie des Baeksang Arts Awards                  | Meilleur acteur (TV)                                | Beethoven Virus                               | Lauréat    |
| 2009  | 21e cérémonie des Korean Broadcasting Producers Award   | Meilleure prestation                                | Beethoven Virus                               | Lauréat    |
| 2009  | 36e cérémonie des Korea Broadcasting Association Awards | Meilleur acteur                                     | Beethoven Virus                               | Lauréat    |
| 2009  | 46e cérémonie des Grand Bell Awards                     | Meilleur acteur                                     | Closer to Heaven (en)                         | Lauréat    |
| 2009  | 46e cérémonie des Grand Bell Awards                     | Prix de la popularité                               | Closer to Heaven (en)                         | Lauréat    |
| 2009  | 30e cérémonie des Blue Dragon Film Awards               | Meilleur acteur                                     | Closer to Heaven (en)                         | Lauréat    |
| 2010  | 7e cérémonie des Max Movie Awards                       | Meilleur acteur                                     | Closer to Heaven (en)                         | Nomination |
| 2011  | Buil Film Awards                                        | Meilleur acteur                                     | Détective K : Le Secret de la veuve vertueuse | Nomination |
| 2012  | 49e cérémonie des Grand Bell Awards                     | Meilleur acteur                                     | Pacemaker (en)                                | Nomination |
| 2012  | SBS Drama Awards (en)                                   | Prix d'excellence, Acteur dans une mini-série       | The King of Dramas (en)                       | Nomination |
| 2014  | MBC Drama Awards (en)                                   | Prix d'excellence, Acteur                           | A New Leaf (en)                               | Nomination |
| 2015  | Korean Film Actors Guild Awards                         | Prix de la Meilleure vedette                        | Détective K : Le Secret de l'île perdue       | Lauréat    |
| 2015  | SBS Drama Awards (en)                                   | Prix d'excellence, Acteur dans une série dramatique | Six Flying Dragons (en)                       | Nomination |
| 2016  | 5e cérémonie des APAN Star Awards (en)                  | Prix d'excellence, Acteur dans une série dramatique | Six Flying Dragons (en)                       | Nomination |

## Crédits
- (en) Cet article est partiellement ou en totalité issu de l’article de Wikipédia en anglais intitulé « Kim Myung-min » (voir la liste des auteurs).